# Oxyopes rukminiae
Oxyopes rukminiae là một loài nhện trong họ Oxyopidae.
Loài này thuộc chi Oxyopes. Oxyopes rukminiae được Pawan U. Gajbe miêu tả năm 1999.